# Rito Rito
Rito Rito là một bộ phim ngắn năm 2016 của đạo diễn Nguyễn Ngọc Thảo Ly, sản xuất bởi Trung tâm TPD. Tác phẩm đã giành được giải Cánh diều bạc ở hạng mục phim ngắn năm 2016 và giải Búp sen vàng cùng năm. Phim cũng từng tham dự Dự án Visual Doc tại Nhật Bản.
Vào năm 2018, Rito Rito đã được chọn để trình chiếu tại chương trình giao lưu "Phim Ngắn Mở – Open Shorts: Life on Mars?" số thứ 4 do Trung tâm TPD tổ chức.

## Nội dung
Bộ phim theo chân câu chuyện của một cô bé gầy gò 15 tuổi biệt danh Rito, có tính cách khép kín và mang niềm yêu thích đặc biệt đối với cosplay. Là học sinh có thành tích học tập yếu kém và đã bỏ ngang việc học khi lên cấp ba, Rito sớm tìm đến manga, anime rồi cosplay thành các nhân vật trong đó để chữa lành những tổn thương về mặt tinh thần mà người lớn vô tình hoặc cố ý gây ra cho cô. Những việc Rito thường làm trong ngày là đi làm thêm tại quán net, mặc đồ hóa trang và đi chụp ảnh cosplay với các bạn khác; cô cũng sẽ tham dự một số sự kiện văn hóa Nhật Bản tổ chức tại trung tâm thương mại hay các tòa nhà lớn. Những điều này dần dà đã trở thành một vòng lặp trong cuộc sống bế tắc của Rito khi cô mới ở độ tuổi vị thành niên...

## Đánh giá
Tác giả Hà Bi của tờ Sài Gòn Tiếp Thị đã nhận xét về bộ phim rằng: "rất tự nhiên như không hề có máy quay trước mặt, Rito Rito lột tả sự cô đơn của một cô bé đang tuổi ăn tuổi lớn giữa thế giới những người lớn không muốn hiểu mình".

## Giải thưởng
| Năm  | Giải thưởng       | Hạng mục                                            | Kết quả       | Tham khảo         |
| ---- | ----------------- | --------------------------------------------------- | ------------- | ----------------- |
| 2016 | Giải Cánh diều    | Phim ngắn                                           | Cánh diều bạc | [ 1 ] [ 5 ] [ 6 ] |
| 2016 | Giải Búp sen vàng | Phim đầu tay xuất sắc nhất (hạng mục phim tài liệu) | Đoạt giải     | [ 1 ] [ 5 ] [ 6 ] |
| 2016 | Giải Búp sen vàng | Phim do khán giả bình chọn (hạng mục phim tài liệu) | Đoạt giải     | [ 1 ] [ 5 ] [ 6 ] |